# Релікт (роман)
«Релікт» — роман-епопея українського радянського та російського письменника-фантаста Василя Головачова в 3-х томах (6 книгах).
Події відбуваються у XXII—XXIV століттях. Роман починається з зустрічі землян з реліктовою формою життя, спора якої збереглася з часу народження Всесвіту, а закінчується — протистоянням розумних Всесвітів, в якому люди намагаються відстояти своє право на життя.
Роман сповнений гостросюжетними пригодами та філософськими роздумами про сенс життя.

## Історія написання
У 1979 році Головачов видав повість з першим «реліктовим» сюжетом.
У 1991 році повість отримала продовження у вигляді трьох романів. Всі вони видавалися окремо, причому інколи одна й та сама книга виходила в різних видавництвах під різними назвами.
У 1995 році як продовження циклу були написані ще 2 книги — «Контррозвідка» (рос. — «Контрразведка») та «Закон змін» (рос. — «Закон перемен»).
Після цього всі 6 частин були об'єднані в один роман-епопею і видані під назвою «Релікт» у трьох томах (по 2 частини в кожному томі). У 1999 році (тобто вже після переїзду автора до Росії) епопея продовжилася дилогією під загальною назвою «Абсолютний гравець» (рос. — «Абсолютный игрок»). А 2009 року «реліктовий» сюжет продовжив «Мегаморф, або Повернення Релікта» (рос. — «Мегаморф, или Возвращение Реликта»). Згодом весь цикл автор об'єднав назвою «Хроніки Релікту» (рос. — «Хроники Реликта»).

## Сюжет

### Непередбачувані зустрічі
Хронологічно перша повість, опублікована 1979 року. Також видавалася під назвою «Стиснена пружина» (рос. — «Сжатая пружина»)
Дії повісті відбуваються у 2174—2175 роках. Описані відкриття і дослідження планети Тартар, що населена негуманоїдною цивілізацією. Головний герой повісті — Габріель Грєхов, рятувальник Управління аварійно-рятувальної служби (УАРС, російська абревіатура — УАСС), якому доводиться виступати посередником між людьми і чужою цивілізацією.

### Пришестя
Роман, виданий у 1991 році. Інша назва — «Гра з вогнем» (рос. — «Игра с огнём»).
У глибокому космосі люди випадково знаходять кілька спор розміром з астероїд, які подають ознаки розумного життя. Одну з цих спор розміщують на Марсі для дослідів. Там вона активується, і з неї розвивається Конструктор — реліктова форма життя, що збереглася з початку існування Всесвіту. Конструктор зростає і використовує третину речовини Марса для побудови власного тіла. Своєю діяльністю він змушує людей панікувати. Габріель Грєхов та «сірі примари» (негуманоїдна цивілізація, що йде на контакт тільки з Грєховим) переконують Конструктора лишити Сонячну систему, щоб не становити загрози для людства.

### Повернення блудного конструктора
Роман, виданий у 1991 році. Інша назва — «Великий постріл» (рос. — «Большой выстрел».
У далекому космосі прикордонники віднаходять фізичну аномалію, яка швидко наближається до Сонячної системи. Аномалією зацікавились також чужопланетяни («сірі примари» та «чужани»), але з людьми вони контактують неохоче. Габріель Грєхов (найсильніший інтрасенс, що на момент дії роману вже є проконсулом Ради старійшин) почав розбиратися в ситуації й контактувати з чужопланетянами. Після численних досліджень висувається гіпотеза: аномалія являє собою Конструктора, який вертається з іншого Всесвіту і перебуває без свідомості. На Землі починається паніка. Йдуть дискуссії щодо можливості знищення Конструктора, який при наближенні може просто зруйнувати Сонячну систему. Виявляється, що перед уходом з Сонячної системи Конструктор «висадив» з себе людей, поглинених ним в стані спори. Тепер ці люди стали інтрасенсами (їх звуть також К-мігрантами) і активно противодіють спробам знищення Конструктора. Арістарх Железовський (комісар Служби Безпеки) та Ратибор Берестов (агент Служби Безпеки) намагаються забезпечити стабільне функціонування людства, знешкодивши К-мігрантів. Роман закінчується посилкою двох добровольців (Берестова та одного з К-мігрантів) всередину аномалії з метою контакту з Конструктором.

### Діти вічности
Роман, виданий у 1991 році. Інша назва — «Закрайсвіття» (рос. — «Запределье»).
Пряме продовження роману «Повернення блудного конструктора». Конструктор продовжує наближатися до Сонячної системи, хоча швидкість його дещо зменшилась. Спроби контакту з ним виявляються безрезультатними. Своєю появою в Сонячній системі Конструктор пошкоджує дальні планети та їх супутники. Людство охоплює страх, вчені й політики шукають способи порятунку цивілізації. Габріель Грєхов переконує керівників людства в тому, що Конструктор тяжко поранений і після повернення в наш Всесвіт ще не прийшов до свідомості. Грєхов, Железовський та Берестов виграють бій з К-мігрантами і умовляють їх припинити опір та спільно з ученими шукати шляхів контакту з Конструктором. Колективними зусиллями людства вдається «вилікувати» Конструктора, і він виходить на контакт. Виявляється, що він передбачив своє травмування під час повернення у наш Всесвіт і спеціально попрямував до людей за допомогою. Після цього Конструктор корегує орбіти планет, викликані його переміщенням і знову лишає Сонячну систему. Габріель Грєхов, «сіра примара», «чужанин» та К-мігранти прямують разом із ним.

### «Контррозвідка» та «Закон змін»
Романи продовження «реліктового» сюжету. Виданий у 1995 році. Перший роман також виходив під назвою «Контрольний постріл» (рос. — «Контрольный выстрел»)
Дії розгортаються через 50 років після того, як Конструктор лишив Сонячну систему. Цивілізації землян загрожує катастрофа. Фундаментальний Агресор — невідома сила, що вдерлася в Галактику, планомірно знищує інтраморфів — людей, що внаслідок еволюції отримали надприродні здібності. Всі спроби землян організувати опір агресії зазнають краху, не дивлячись на використання ними найвищих науково-технічних досягнень і надпотужних видів зброї. Навіть найкращі уми людства не знатні зрозуміти, що насправді їм протистоїть.

### «Абсолютний гравець»
Дилогія, видана у 1999 році. Складається з двох частин -«Кладовище Всесвіту» (рос. — «Кладбище вселенной») та «Божественна родина» (рос. — «Божественная семья»).
Тисячоліття затишшя у Косморіумі закінчилося. У заблокованому домені Всесвіту, батьківщині Сонця і Землі, де після вторгнення Фундаментального Агресора були зруйновані цілі галактики, а планети виявилися пронизані чужими фізичними законами, дивом збереглося життя. Гея — нова батьківщина людства, Земля перетворилася в результаті катастрофи у плаский коржик. Колонії інтраморфі, що евакуювалися з Землі, а також весь об'єм Косморіуму — обмежені невідомими стінами ділянки Метагалактики. Тут з'являються нові Гравці — надцивілізації, у планах яких немає місця тупіковій гілці еволюції — людству. Десять століть тому право людей на життя відстояли файвери — люди с надприродними здібностями, але вони давно пішли. Тепер з їх спадкоємців на Землі лишився лише один — Влад Веліч, шукач скарбів та ратний майстер, який щойно вийшов з пори учнівства. Його вибір і його доля стануть долею всього міжгалактичного домену.

### Мегаморф, або Повернення Релікта
Останній роман «реліктового» циклу, виданий у 2009 році.
Тут можливо все: планети падають на нескінченну твердь Великої Рівнини і перетворюються в гори; розумники, що колись були непримиренними ворогами, а тепер спільно вижили, ділять одну долю і шукають шляхи зближення. Тут може початися нова Вселенська Гра, ставка в якій — майбутнє людей і негуманоїдів, чиєюсь волею чи то перенесених на рятівний острівець серед хаосу помираючого Всесвіту, чи то переселених до резервації без надії на повернення у вільний космос. Але навіщо це робилося? Хто режисер цього спектаклю? Чим закінчиться більш ніж 20-річне непевне існування мешканців Великої Рівнини? Землянин Ясен Веліч — онук одного з Гравців, Ставра Понкратова, саме та людина, якій суджено знайти відповіді на всі ці питання, включитися до Гри і навіть переписати сценарій до неї. Але для цього йому потрібно спочатку повірити в себе і зрозуміти, що його власні сили відтепер безмежні.